# Norme asymétrique
En mathématiques, une norme asymétrique sur un espace vectoriel est une généralisation du concept de norme.

## Définition
Une norme asymétrique sur un espace vectoriel réel {\displaystyle X} est une fonction {\displaystyle p:X\to \left[0,+\infty \right[} qui est :
- sous-additive, i.e. satisfait à l'inégalité triangulaire : {\displaystyle p(x+y)\leq p(x)+p(y)} pour tous {\displaystyle x,y\in X} ;
- positivement homogène : {\displaystyle p(rx)=rp(x)} pour tout {\displaystyle x\in X}et tout nombre réel positif ou nul {\displaystyle r\geq 0.}
- définie positive : {\displaystyle p(x)>0} pour tout {\displaystyle x\in X} non nul.

Les normes asymétriques diffèrent des normes dans la mesure où l'on n'a pas nécessairement l'égalité {\displaystyle p(-x)=p(x)}.
Si la dernière condition est omise, c'est-à-dire si l'on ne suppose pas que {\displaystyle p} est définie positive, on dit que {\displaystyle p} est une semi-norme asymétrique. Une condition plus faible qu'être définie positive est d'être non dégénérée : {\displaystyle x\neq 0,} au moins l'un des deux nombres {\displaystyle p(x)} et {\displaystyle p(-x)} n'est pas nul.

## Exemples
Sur la droite réelle {\displaystyle \mathbb {R} ,} la fonction {\displaystyle p} donnée par{\displaystyle p(x)={\begin{cases}|x|&{\text{si}}\ x\leq 0\\2|x|&{\text{si}}\ x\geq 0\end{cases}}}est une norme asymétrique mais pas une norme.
Dans un espace vectoriel réel {\displaystyle X,} la fonctionnelle de Minkowski {\displaystyle p_{B}} d'une partie convexe {\displaystyle B\subseteq X} qui contient l'origine est définie par la formule :
{\displaystyle p_{B}(x)=\inf \left\{r\geq 0:x\in rB\right\}\,}

pour {\displaystyle x\in X}.
Cette fonctionnelle est une semi-norme asymétrique lorsque {\displaystyle B} est un ensemble absorbant, ce qui signifie que {\displaystyle \bigcup _{r\geq 0}rB=X} et assure que {\displaystyle p(x)} est fini pour tout {\displaystyle x\in X}.

## Correspondance entre semi-normes asymétriques et sous-ensembles convexes de l'espace dual
Si {\displaystyle B^{*}\subseteq \mathbb {R} ^{n}} est une partie convexe qui contient l'origine, alors on peut définir une semi-norme asymétrique {\displaystyle p} sur {\displaystyle \mathbb {R} ^{n}} par la formule{\displaystyle p(x)=\max _{\varphi \in B^{*}}\langle \varphi ,x\rangle }pour {\displaystyle x\in \mathbb {R} ^{n}}. Par exemple, si {\displaystyle B^{*}\subseteq \mathbb {R} ^{2}} est le carré ayant pour sommets {\displaystyle (\pm 1,\pm 1),} alors {\displaystyle p} est la norme 1 {\displaystyle x=\left(x_{0},x_{1}\right)\mapsto \left|x_{0}\right|+\left|x_{1}\right|}. Des ensembles convexes différents donnent des semi-normes différentes et toute semi-norme asymétrique sur {\displaystyle \mathbb {R} ^{n}} est déterminée par un ensemble convexe, appelé sa boule unité duale. Par conséquent, les semi-normes asymétriques sont en bijection avec les ensembles convexes qui contiennent l’origine. La semi-norme {\displaystyle p} est :
- définie positive si et seulement si l'origine appartient à l'intérieur topologique de {\displaystyle B^{*}};
- dégénérée si et seulement si {\displaystyle B^{*}} est contenu dans un sous-espace vectoriel de dimension strictement inférieure à {\displaystyle n} ;
- symétrique si et seulement si {\displaystyle B^{*}=-B^{*}}.

Plus généralement, si {\displaystyle X} est un espace vectoriel réel de dimension finie et si {\displaystyle B^{*}\subseteq X^{*}} est une partie convexe compacte de l'espace dual {\displaystyle X^{*}} qui contient l'origine, alors {\displaystyle p:x\mapsto \max _{\varphi \in B^{*}}\varphi (x)} est une semi-norme asymétrique sur {\displaystyle X}.